# Koroška vas
Koroška vas – wieś w Słowenii, w gminie miejskiej Novo mesto. W 2018 roku liczyła 209 mieszkańców. 